# Het geheim van de zeven schoorstenen
Het geheim van de zeven schoorstenen, ook gekend onder de titel Het mysterieuze manuscript, is een thriller van Agatha Christie. Het boek kwam oorspronkelijk uit in het Verenigd Koninkrijk in 1925 onder de titel The Secret of Chimneys en werd uitgegeven door The Bodley Head. Een eerste Nederlandstalige versie verscheen in 1938 en werd verdeeld door Boek en Wereld. Een tweede vertaling werd in 1974 uitgebracht door Luitingh-Sijthoff.

## Korte inhoud
De jonge, verarmde Anthony Cade werkt als toeristengids in het Zuid-Afrikaanse Bulawayo. Daar ontmoet hij op een dag een oude kennis: Jimmy McGrath. Jimmy geeft hem een pakket dat hij ontving per post. Het bevat de memoires van graaf Stylptitch, een voormalig eerste minister van het (fictieve) koninkrijk Herzoslovakije dat zich in Oost-Europa bevindt. Stylptitch werd destijds verbannen naar Frankrijk waar hij twee maanden geleden stierf. Jimmy vraagt Anthony om de memoires te bezorgen aan een Londense uitgever voor 13 oktober. Indien de opdracht met succes wordt uitgevoerd, krijgt Anthony een beloning van 1000 Pond sterling.